# Borda de Gulló
La Borda de Gulló és una borda del terme municipal de la Torre de Cabdella, a l'antic terme de Mont-ros, al Pallars Jussà. És prop, a llevant i una mica per damunt de la Borda de Gaspar, a prop i a migdia de la carretera local que mena als tres pobles de la Coma, Mont-ros, Pobellà i Paüls de Flamisell.